# أوكوتة جلسكية
الأوكوتة الجلسكية (الاسم العلمي:Ocotea jelskii) هي نوع من النباتات تتبع جنس الأوكوتة من الفصيلة الغارية.